# Poterpes egeo
Poterpes egeo är en mångfotingart som beskrevs av Ottis Robert Causey 1969. Poterpes egeo ingår i släktet Poterpes och familjen Trichopetalidae. Inga underarter finns listade i Catalogue of Life.